# مونت هیلی، میشیگان
مونت هیلی (به انگلیسی: Mount Haley Township) یک منطقهٔ مسکونی در ایالات متحده آمریکا است که در شهرستان دانیلز، میشیگان واقع شده‌است.
 مونت هیلی ۶۱٫۶ کیلومتر مربع مساحت و ۱٬۶۷۸ نفر جمعیت دارد و ۲۰۳ متر بالاتر از سطح دریا واقع شده‌است.